# Österreichisches Grab (Stift Stams)

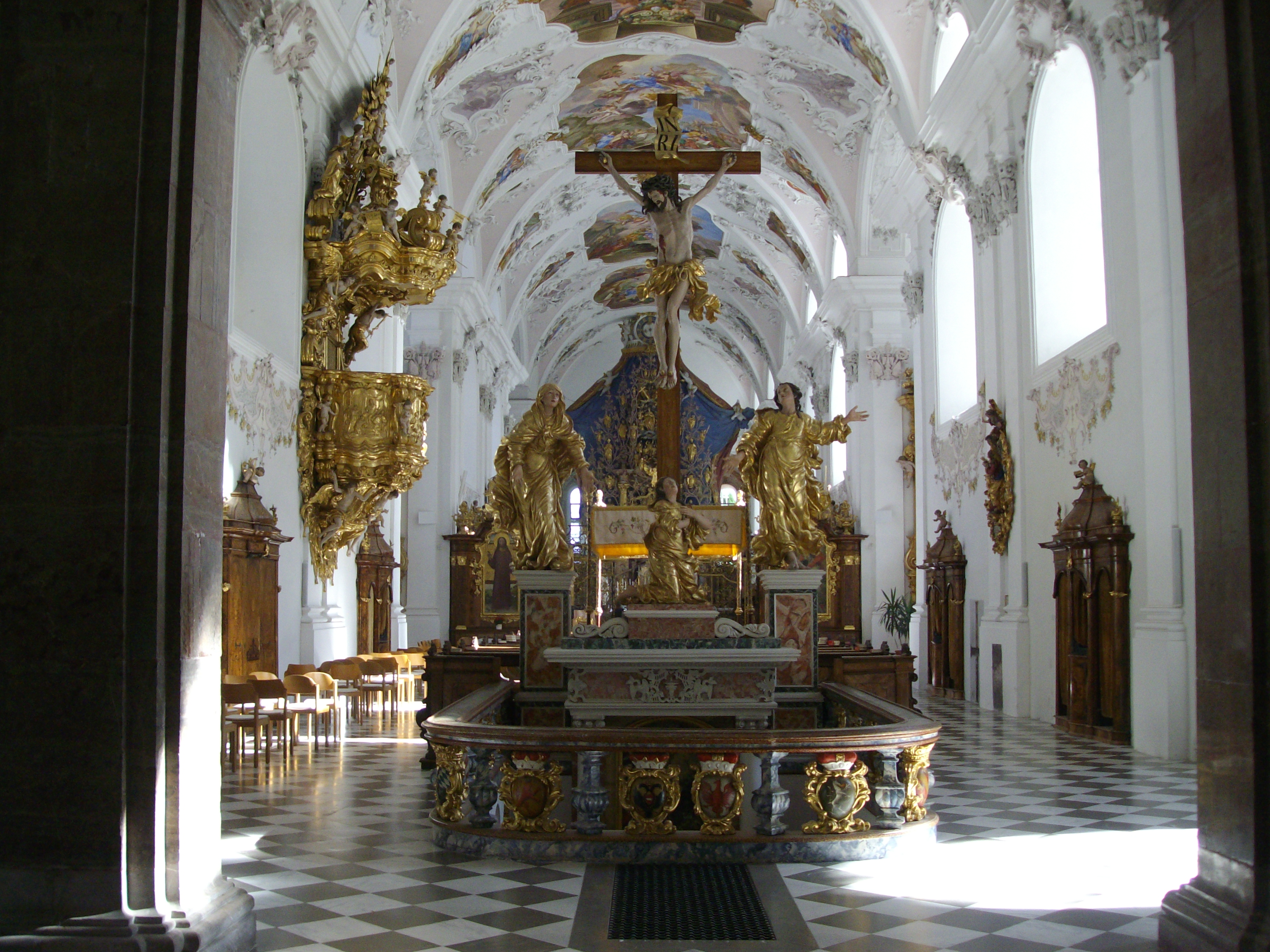
Das „Österreichische Grab“ mit der Kreuzigungsgruppe von Andreas Thamasch in der Stiftskirche Stams

Das sogenannte Österreichische Grab in Stift Stams (gelegentlich auch als die Fürstengruft bezeichnet) ist ein monumentales Werk mit zahlreichen lebensgroßen vergoldeten Figuren, das sich im Boden des Hauptschiffes der Klosterkirche befindet und neben der Stuck- und Freskenausstattung und dem Hochaltar zu den besonderen Sehenswürdigkeiten dieses Zisterzienserklosters gehört.

## Geschichte
Im Jahre 1273 gründeten Meinhard II., Graf von Görz-Tirol, und seine Gattin Elisabeth (Witwe des Staufers Konrads IV.) das Kloster Stams im Oberinntal als Grablege und Memorialkirche der Tiroler Landesfürsten, nachdem ähnliche meinhardinisch-tirolische Gedenkfunktionen bereits ab 1259 an der Pfarrkirche Bozen bestanden hatten. 1480 existierte in der Stiftskirche ein spätgotisches Tumbagrab, das erst 1680 abgetragen wurde.
1552 plünderten Truppen des Kurfürsten Moritz von Sachsen das Kloster und zerstörten auch die Gruft der Landesfürsten sowie das Grab von Moritz’ Bruder, Severinus von Sachsen († 1533).
Nach einem Brand 1593 begann eine Neugestaltung des Kircheninneren, vom 17. bis zum 18. Jahrhundert erfolgte schließlich die Umgestaltung des Klosters Stams im Stil des Barock. Im Rahmen dieser Umgestaltung erfolgte in den Jahren 1681 bis 1684 die Errichtung des „Österreichischen Grabes“ als zentraler Gedenkstätte der im Stift Stams begrabenen Landesfürsten durch den Tiroler Künstler Andreas Thamasch, der dafür unter anderem eine barocke Kreuzigungsgruppe schuf.
Die in der Stiftskirche bestatteten Tiroler Landesfürsten sind allerdings nicht im „Österreichischen Grab“ selbst beigesetzt, sondern in mehreren im Fußboden versenkten Grüften, die sich im Bereich des Hauptschiffes sowie im Mönchschor links und rechts vor dem Hochaltar befinden. So befindet sich die Gruft für Herzog Siegmund und seine Verwandten, durch Metallgitter abgetrennt, unmittelbar hinter dem „Österreichischen Grab“. Die Grabplatte aus weißem Marmor für die Stifter sowie ihren Kindern mit ihren Familien befindet sich im Mönchschor im Boden links vor dem Hochaltar, die Grabplatte aus weißem Marmor für Heinrich II. und seine Verwandten hingegen im Boden rechts vor dem Hochaltar. Die im Mönchschor zwischen dem Chorgestühl gelegene Gruft mit dem Grab Herzog Friedrichs IV. wird von einem eisernen Gitter verschlossen, in das oben der österreichische Bindenschild und unten die Darstellung eines Adlers aus dem Tiroler Wappen eingearbeitet sind.
Stift Stams ist nicht die einzige Begräbnisstätte der Habsburger in Tirol. Weitere Grabstätten befinden sich unter anderem in Innsbruck in der Hofkirche, im Dom St. Jakob, in der Dompfarrkirche Bozen, im Innsbrucker Servitenkloster und in der Jesuitenkirche sowie in Hall in der Damenstiftskirche.

## Beschreibung

### Konzeption
Das im Westen der Stiftskirche, im hinteren Teil des Hauptschiffs, in den Boden eingelassene „Österreichische Grab“ des Tiroler Künstlers Andreas Thamasch, das 1684 fertiggestellt wurde, bildet gestalterisch einen Gegenpol zum Hauptaltar. Die in der architektonischen Form einer Confessio gehaltene Gedenkstätte der in Stams bestatteten Tiroler Landesfürsten ist über einen Treppenabstieg im Westen erreichbar und von oben aus dem Kirchenraum einsehbar. Die Anlage ist von einem Ziergeländer aus Marmor umgeben, auf dem sich farbige Wappendarstellungen befinden. Zur hinter dem „Österreichischen Grab“ gelegenen Gruft für Herzog Siegmund und seinen Verwandten erlauben Metallgitter links und rechts des Altars den Durchblick. Auf dem Altar des „Österreichischen Grabes“ stehen die Statuen der heiligen Fürsten Leopold und Wenzel und in Wandnischen die Statuen der hier begrabenen Fürsten und Fürstinnen. Die von Thamasch geschnitzten und vergoldeten lebensgroßen Figuren befinden sich dabei auf Sockeln in Bogennischen. In den rückwärtigen Ecknischen stehen die kleineren Skulpturen von vier Fürstenkindern. Diese Plastiken gehören zu den erstrangigen Schöpfungen des tirolerischen Barock. Thamasch schuf auch die hier aufgestellte Kreuzigungsgruppe mit Maria und Johannes sowie eine Darstellung Maria mit dem Kind in der Stiftskirche. Aufgrund seiner Gestaltung mit lebensgroßen Portraitfiguren verglich Pia Maria Plechl das „Österreichische Grab“ mit dem Grabmal Kaiser Maximilians I.

### Liste der Figuren
Lebensgroße vergoldete Statuen erinnern an die folgenden Personen, die im Kloster Stams begraben liegen:
Aufstellung an der Nordseite (von rechts nach links):
- Meinhard II. (* um 1238; † 1295) – Graf von Görz-Tirol, Stifter von Stams
- Elisabeth von Bayern (* um 1227; † 1273) – Stifterin von Stams, Gemahlin Meinhards II., Witwe König Konrads IV., Tochter des Herzogs Otto II. von Bayern
- Friedrich IV. mit der leeren Tasche (* 1382; † 1439) – Landesfürst aus der älteren Tiroler Linie der Habsburger
- Anna von Braunschweig (* 1390; † 1432) – 2. Gemahlin von Friedrich IV. mit der leeren Tasche, Tochter des Herzogs Friedrich I. von Braunschweig

Aufstellung an der Südseite (von links nach rechts):
- Heinrich II. (* um 1265; † 1335) – Sohn von Meinhard II.
- Bianca Maria Sforza (* 1472; † 1510) – 2. Gemahlin von Kaiser Maximilian I., Tochter des Herzogs Galeazzo Maria Sforza von Mailand
- Sigismund der Münzreiche (* 1427; † 1496) – Sohn von Friedrich IV. mit der leeren Tasche
- Eleonore von Schottland (* 1431; † 1480) – 1. Gemahlin von Sigismund dem Münzreichen, Tochter des Königs Jakob I. von Schottland

An der Westseite befinden sich beiderseits des Treppenabstiegs Nischen mit insgesamt vier kleineren Skulpturen unbekannter Fürstenkinder.

#### Nordseite

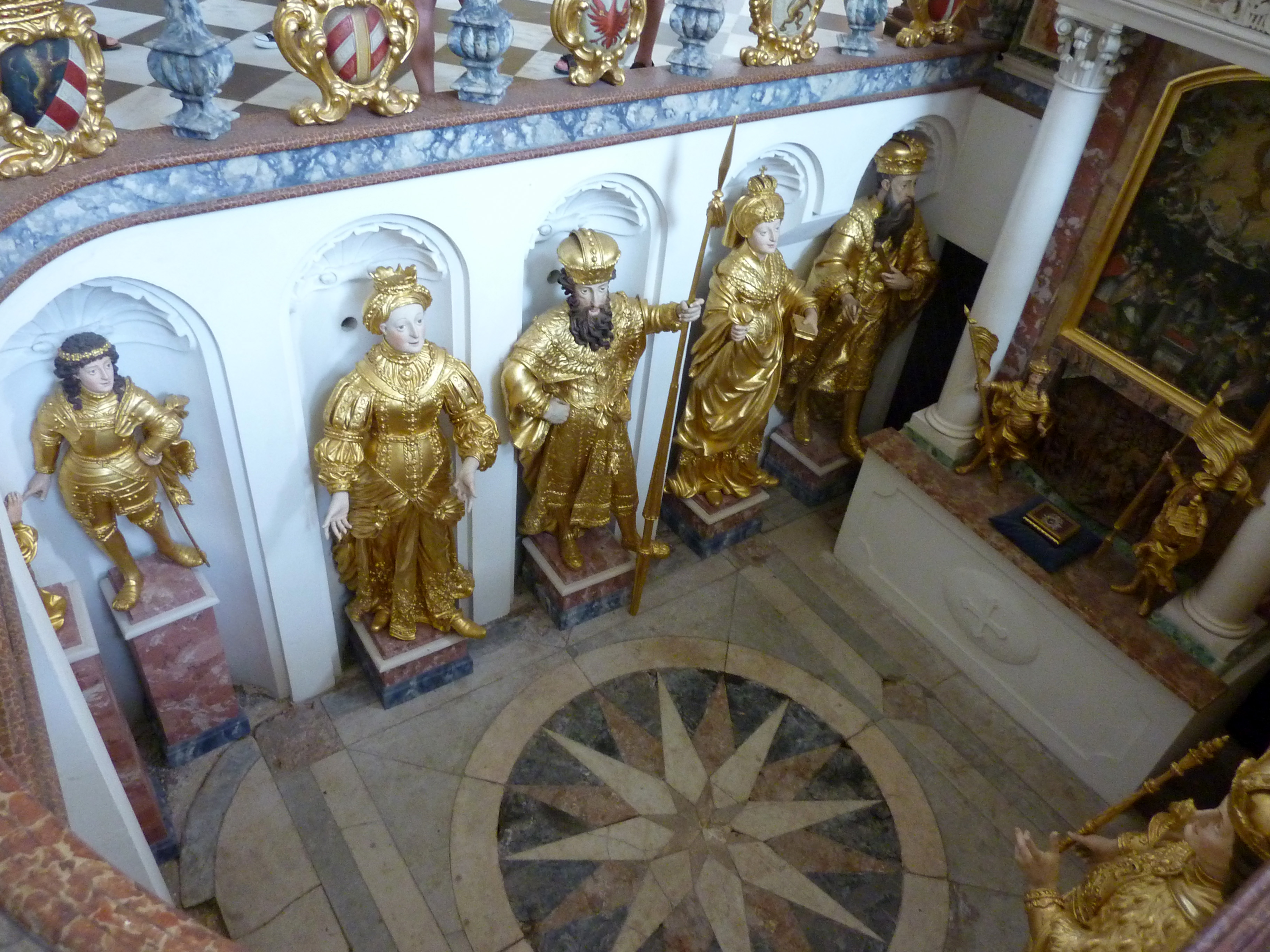
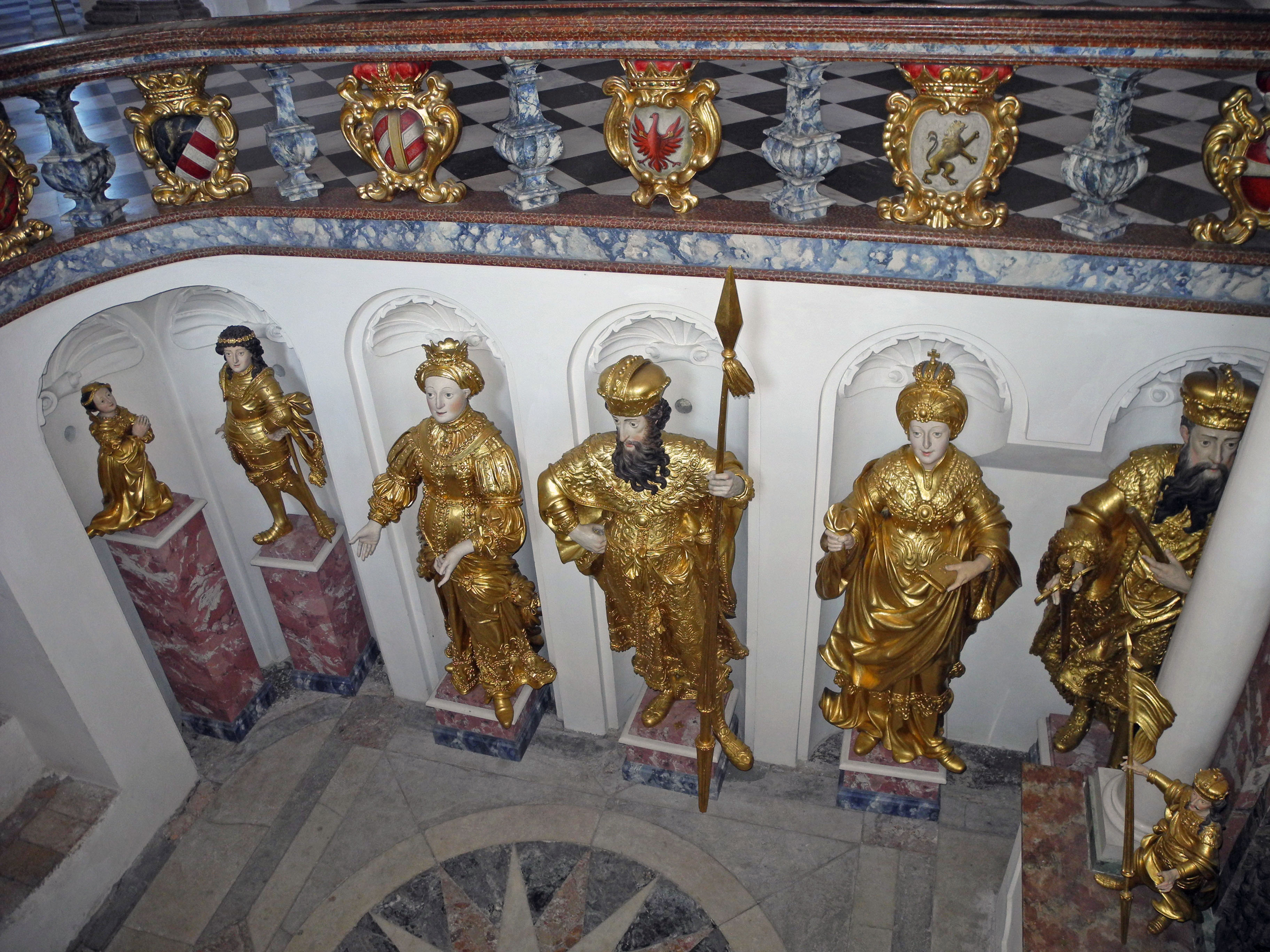
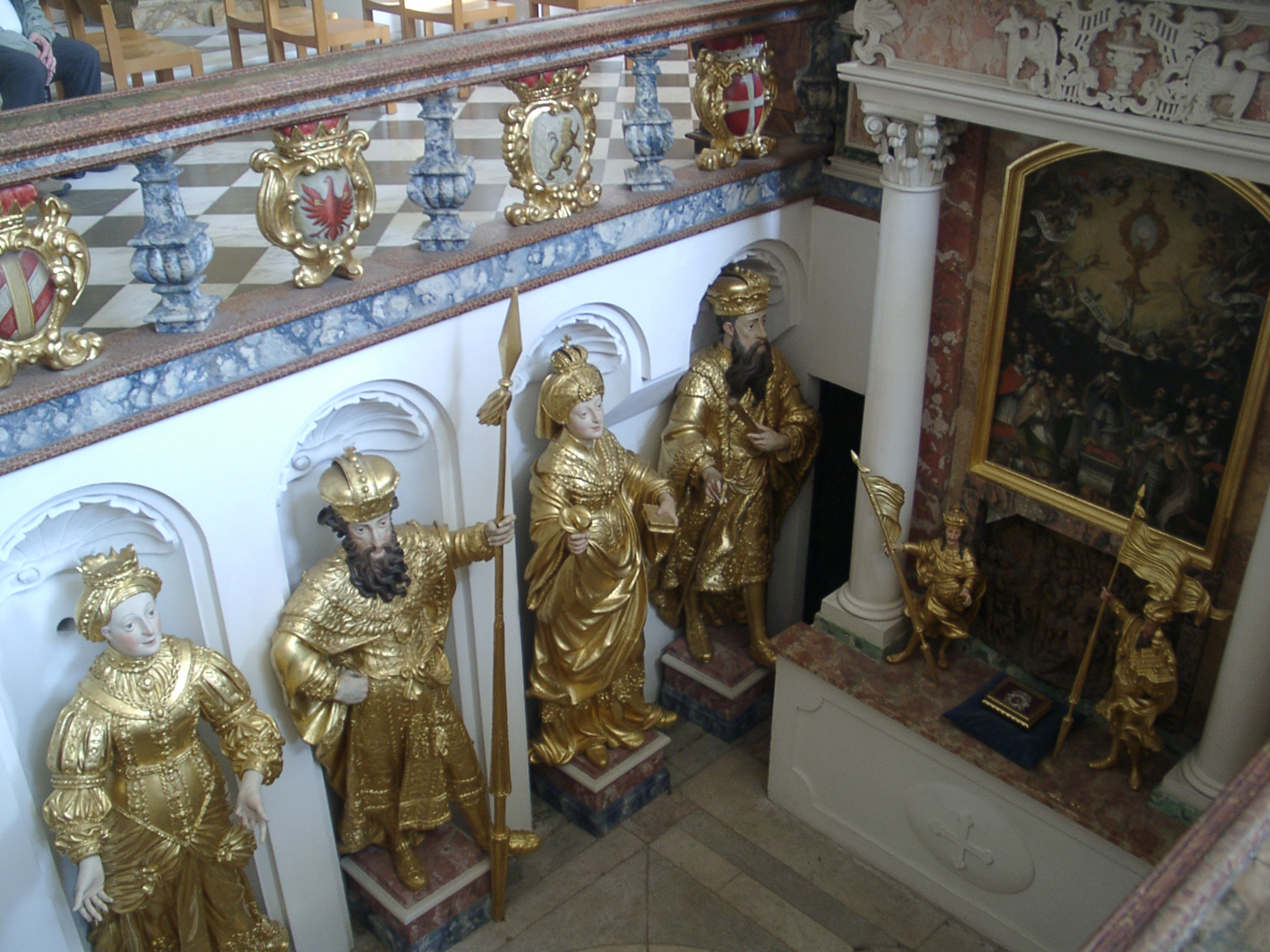

#### Südseite

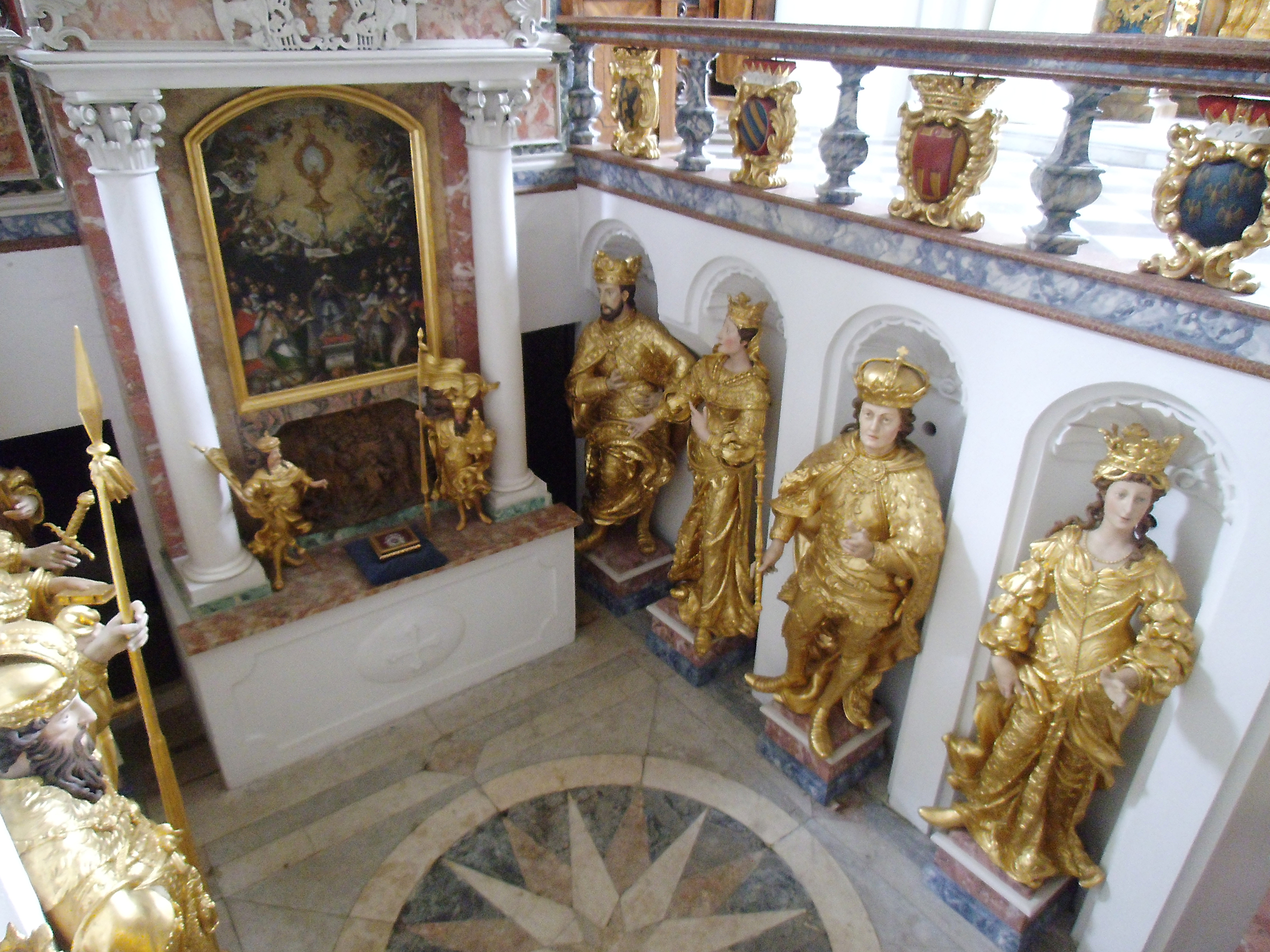
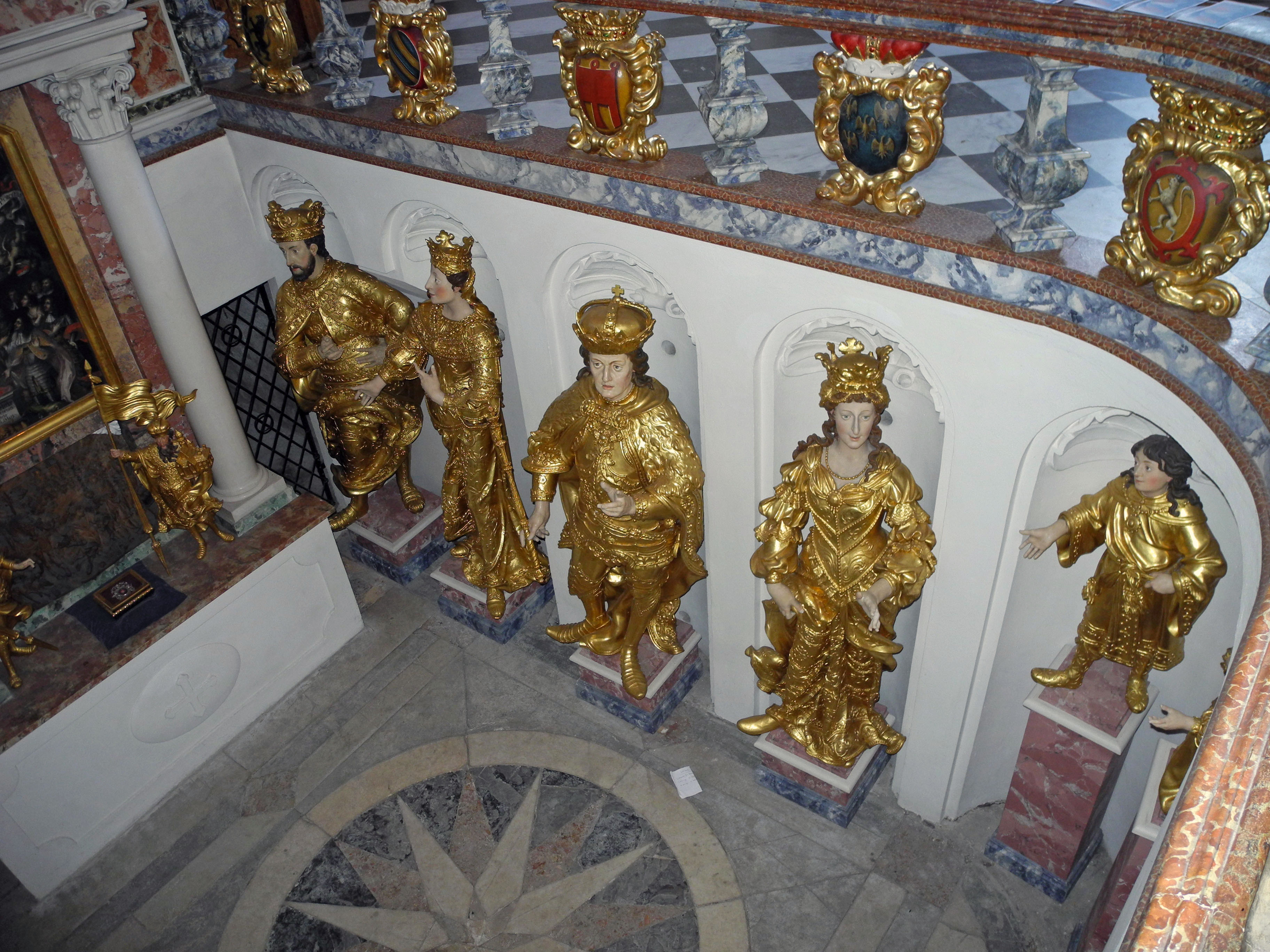
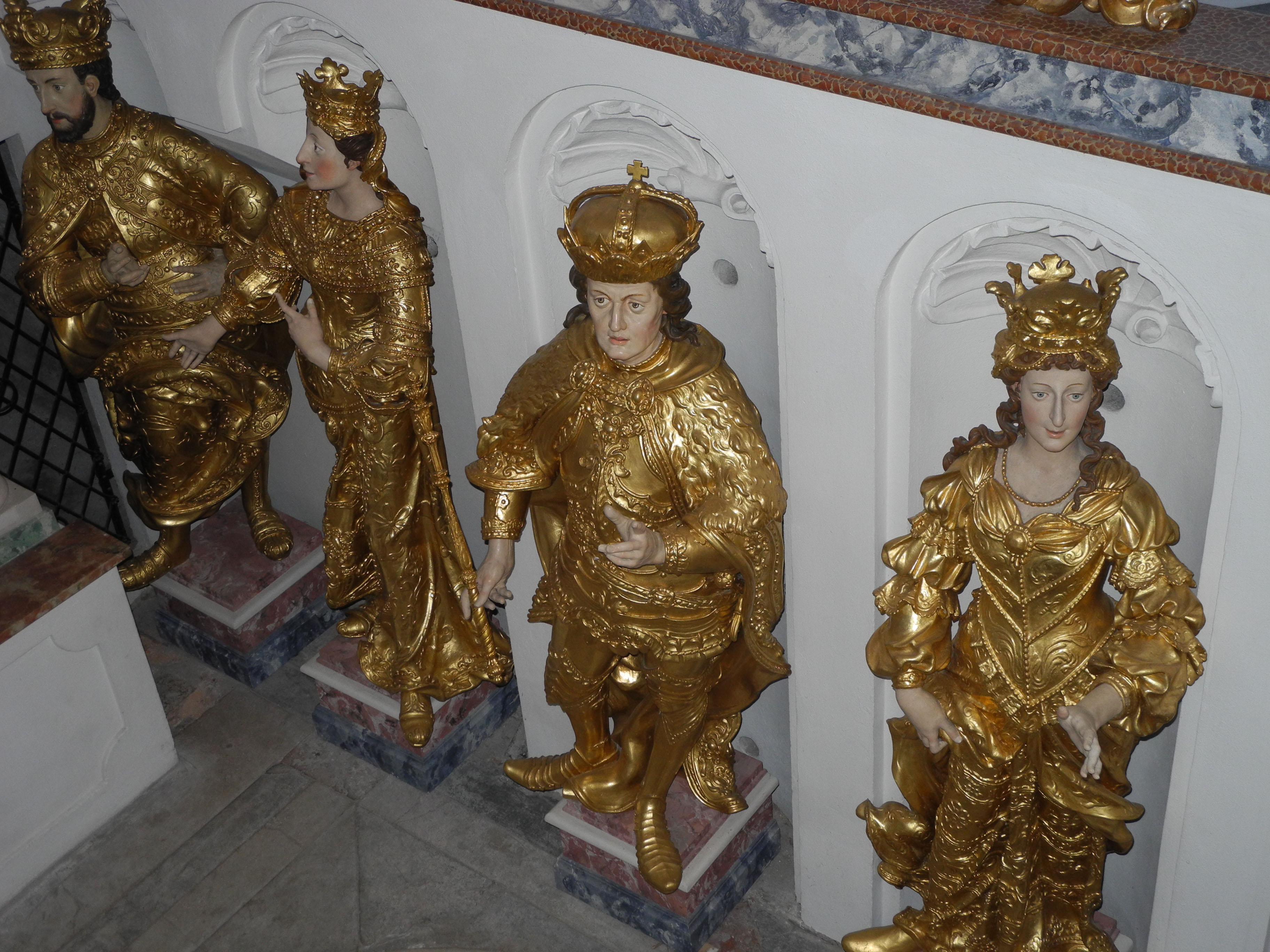

## Bildergalerie

### „Österreichisches Grab“

#### Weitere Ansichten

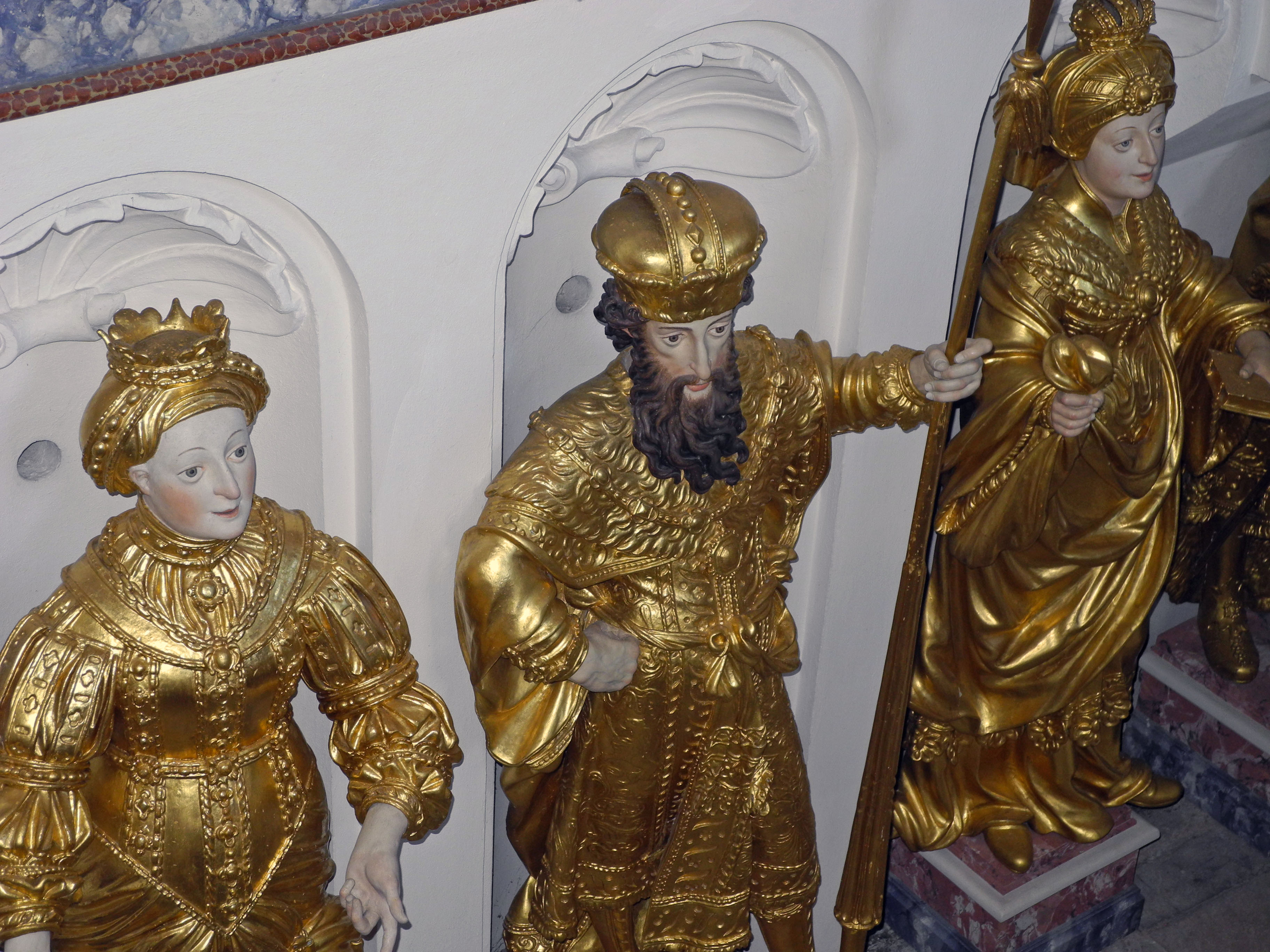
Detail der Figuren
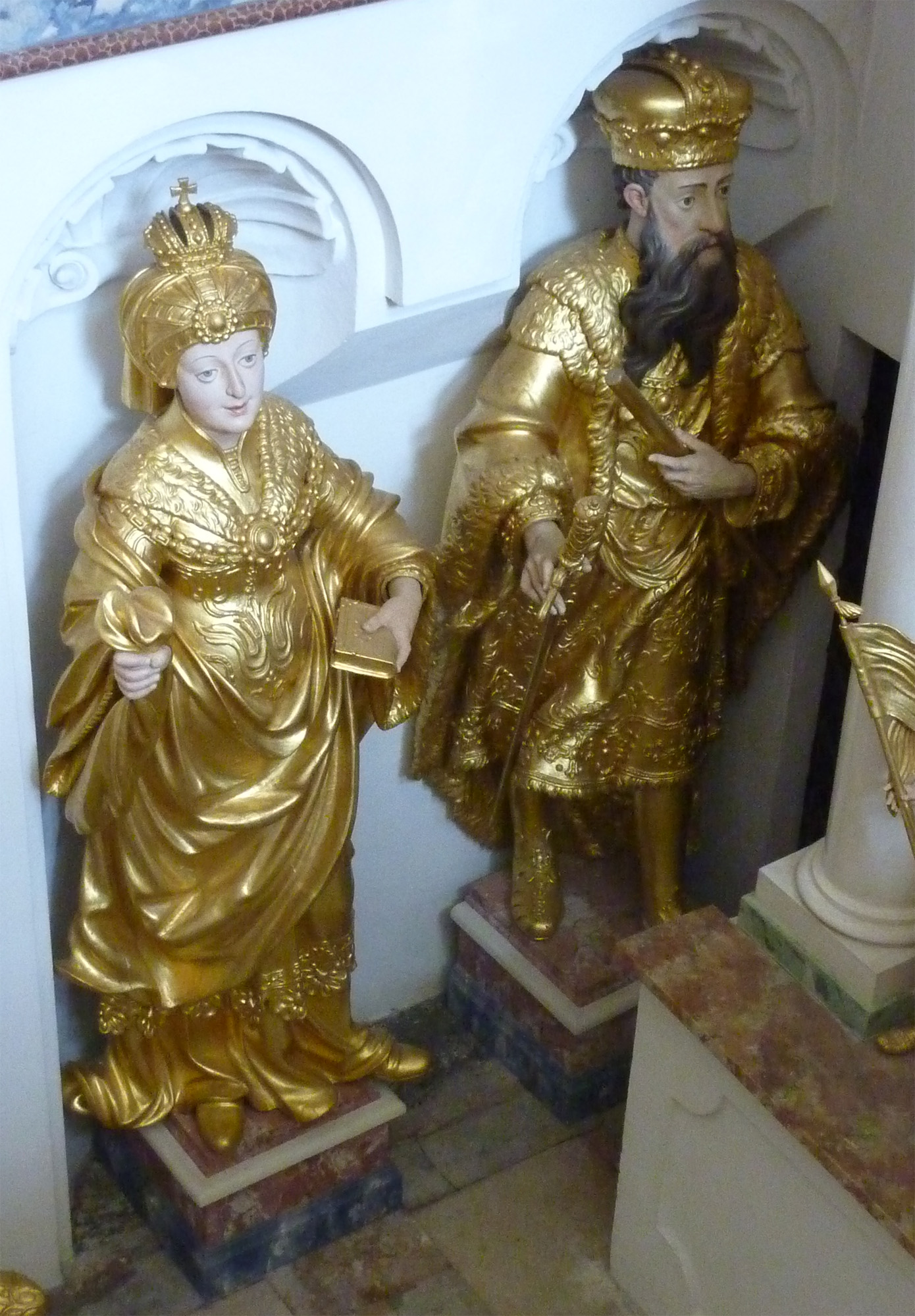
Statuen der Stifter Meinhard II. und Elisabeth von Bayern
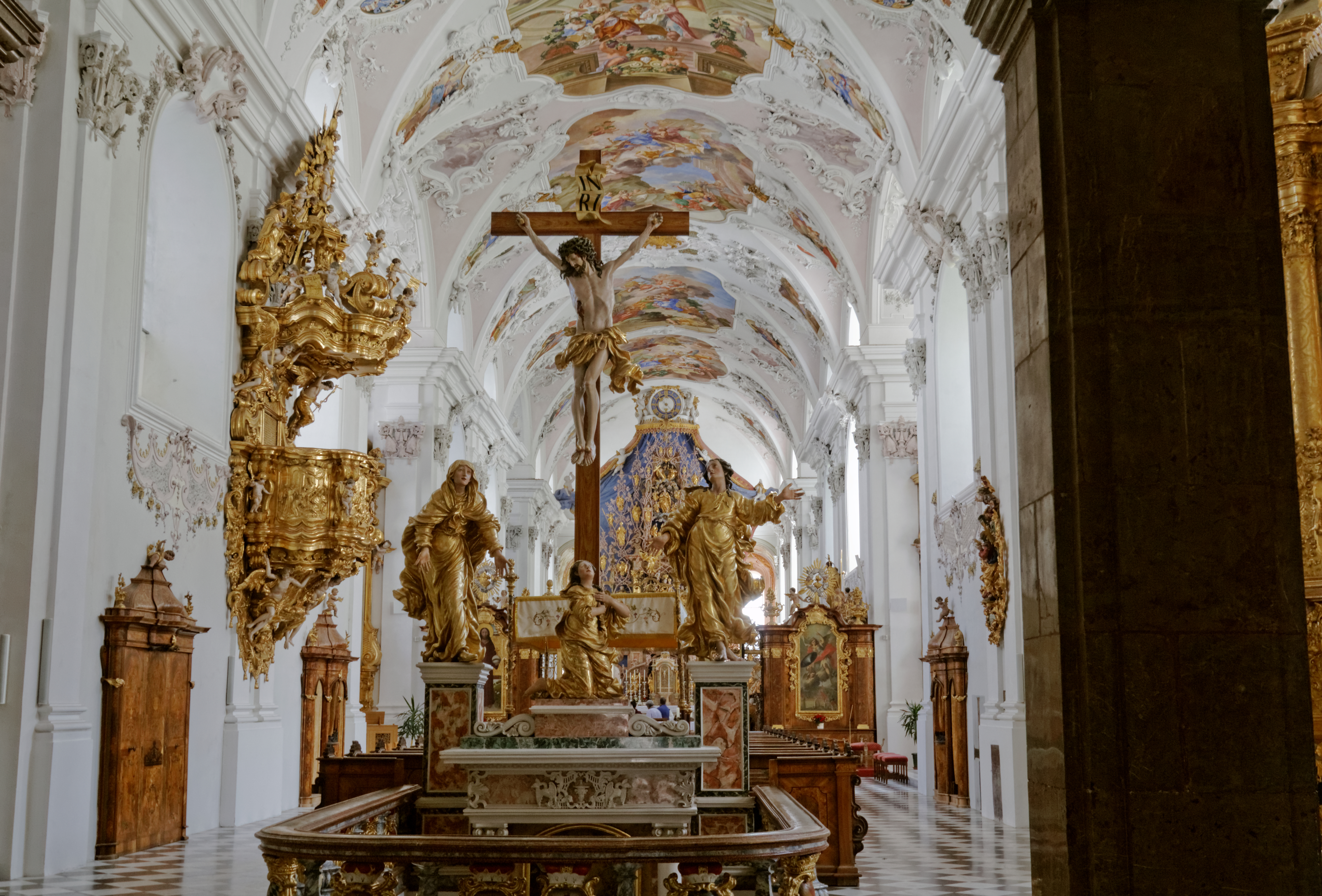
Stiftskirche mit dem „Österreichischen Grab“ und der Kreuzigungsgruppe von Andreas Thamasch

### Grabplatten in der Stiftskirche

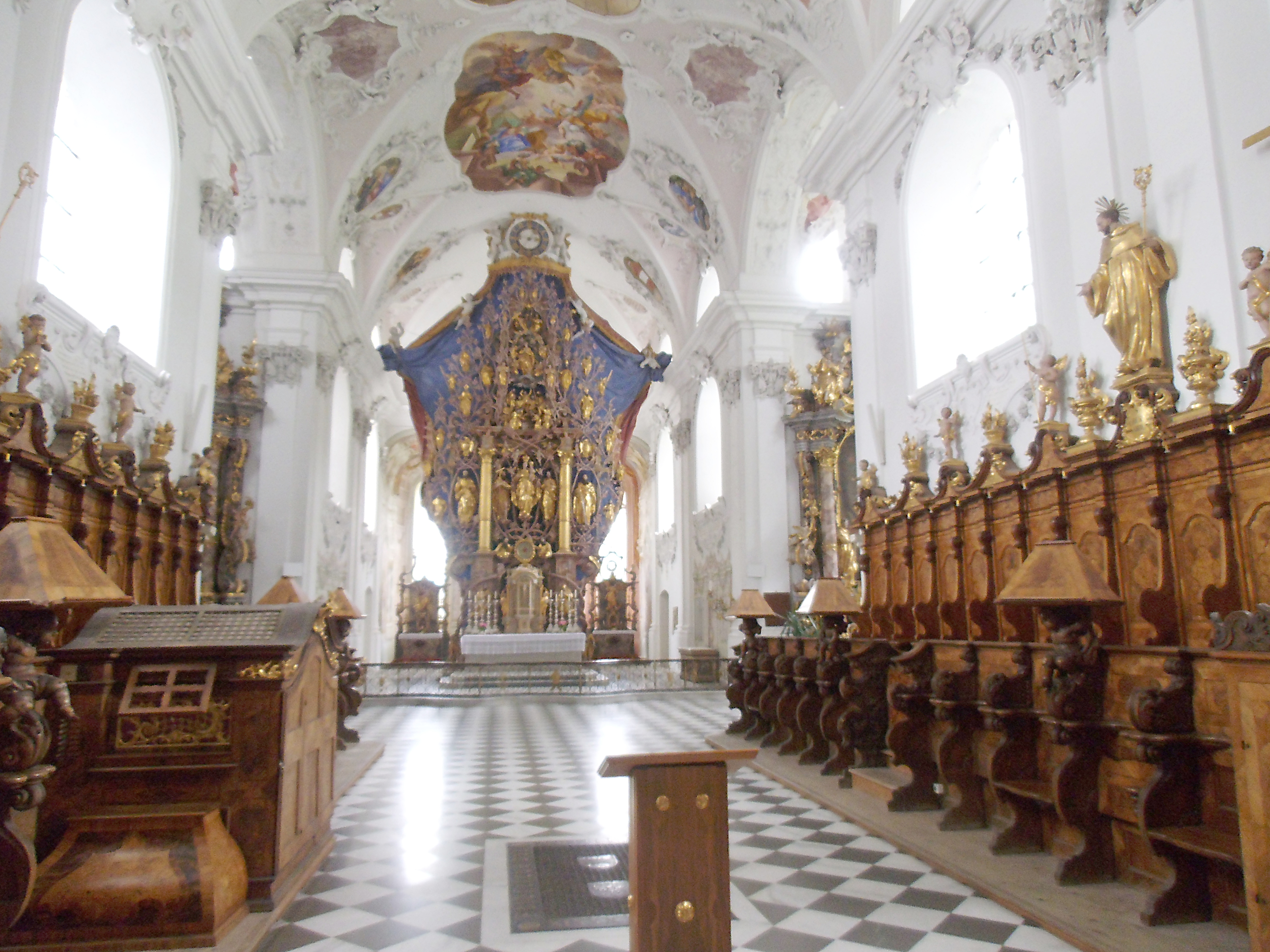
Grabstätte von Friedrich IV. im Mönchschor (Metallgitter im Boden hinter dem Pult)
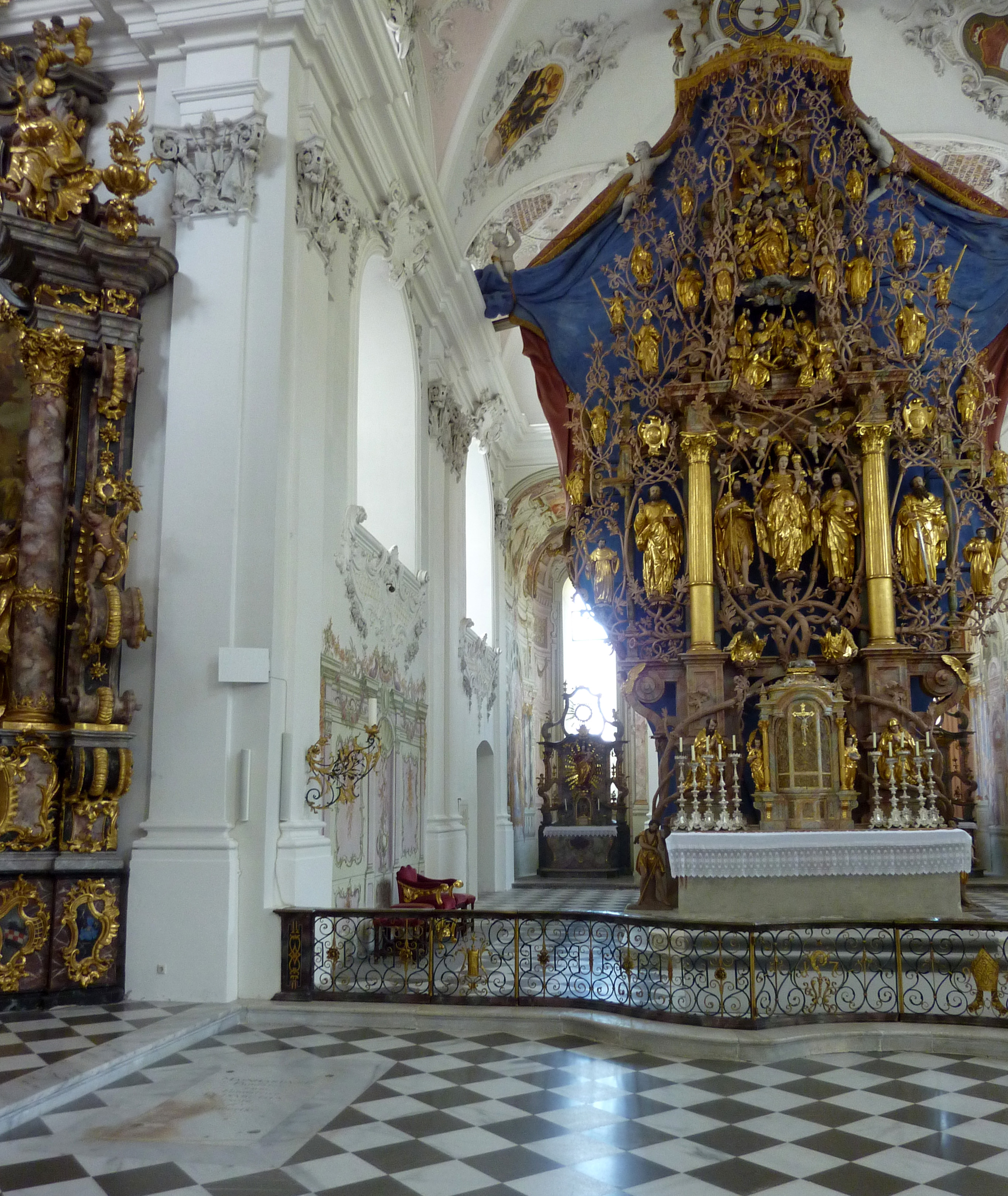
Grabplatte der Stifter Meinhard II. und Elisabeth im Boden links vor dem Hochaltar
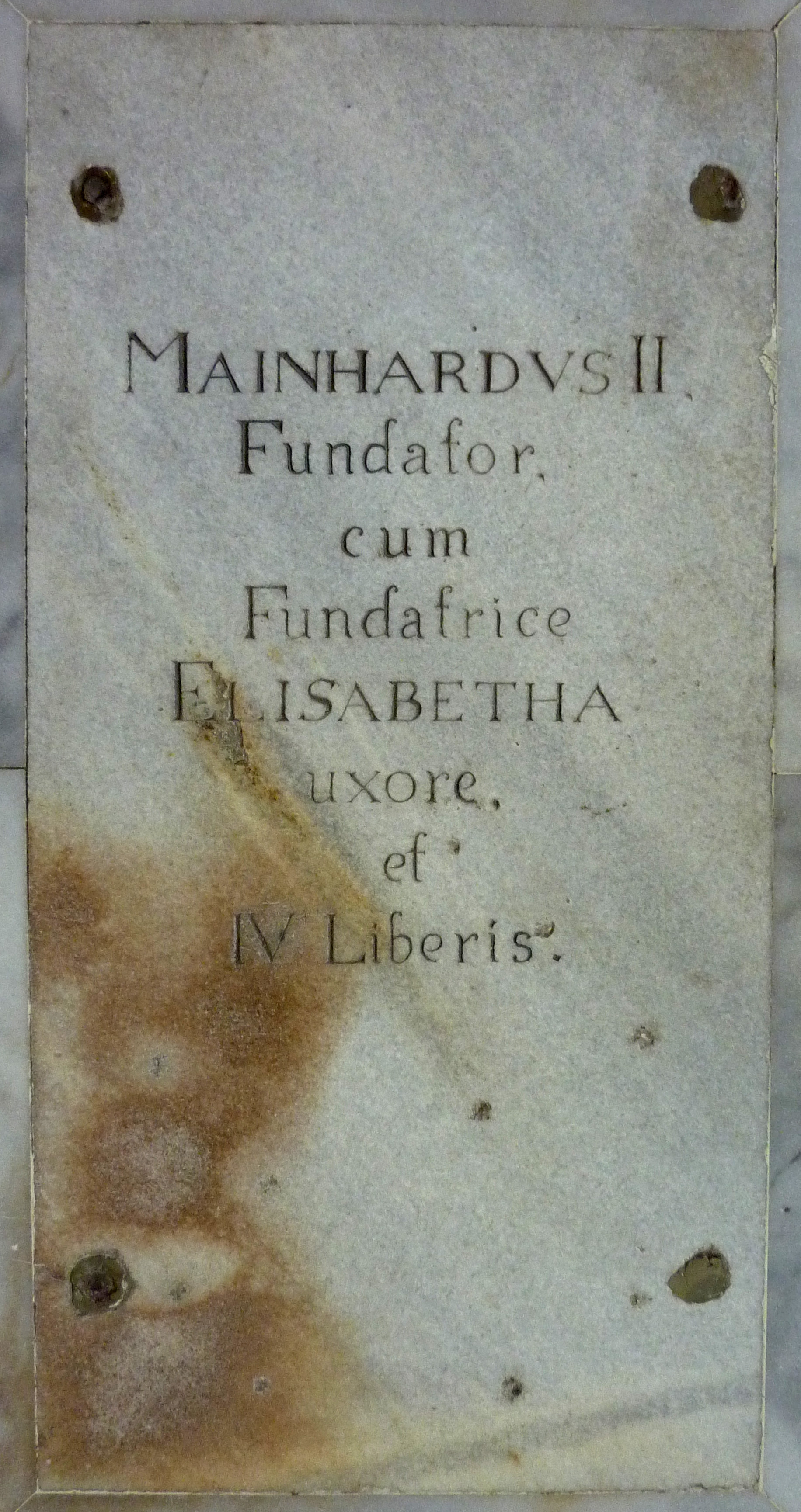
Grabplatte der Stifter
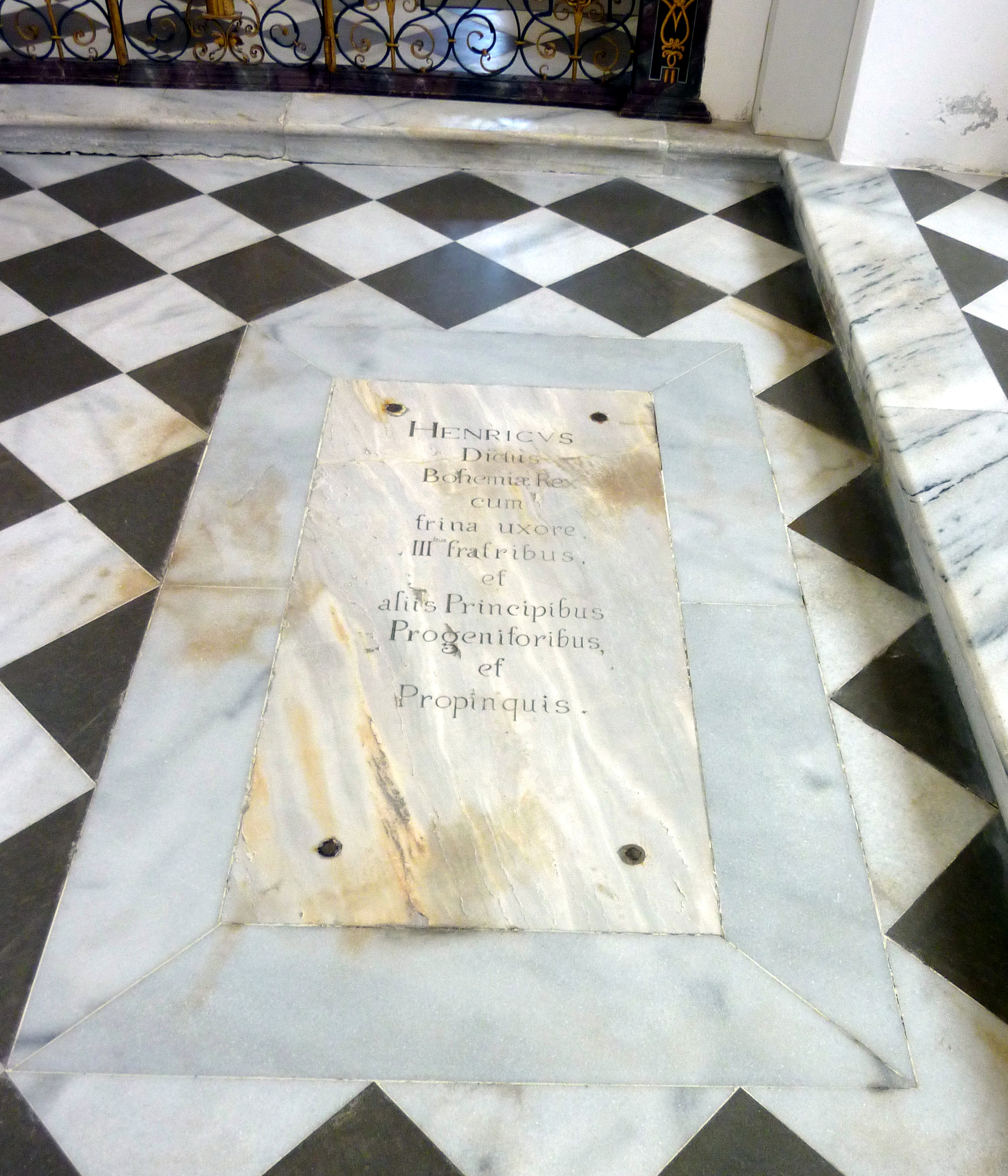
Grabplatte von Heinrich II. und seiner Verwandten im Boden rechts vor dem Hochaltar